# Jerry Maren
Jerry Maren (1920-2018) 98 år. er en Amerikansk skuespiller der er bedst kendt som hans rolle i Film klassikeren The wizard of oz. Hvor han spillede tumlingen der gav Dorothy slikkepinden. Han spillede også i andre film efter Troldmanden far oz som Alene Hjemme’ Abernes planet og Dahmer vs. Gacy samt tv-serier som ‘Seinfield og ‘No Soap Radio'. Men det var faktisk hans tredje filmrolle som kun 18-årig, der gjorde ham verdensberømt i Troldmanden fra oz. I 2013 blev den aldrende Jerry Maren hædret og hyldet, da han fik sin egen flise med sit håndtryk på 'Hollywood Walk of Fame'.
Den personlige ære kom seks år, efter han i 2007 sammen med seks andre tumlinger-skuespillere fra filmen fik en fællesflise på Hollywood Walk of Fame.
Privat var Jerry Maren gift med Elisabeth Maren i 36 år. Hun døde pludseligt i 2011. Den store succes til filmen 'Troldmanden fra Oz' skyldes i høj grad filmens mange populære sange. Den mest berømte sang 'Over the Rainbow' modtog en Oscar for 'bedste sang'. Selve filmen blev også nomineret til flere Oscars, heriblandt i kategorien 'bedste film'. I 1959 blev 'Troldmanden fra Oz' vist på nationalt tv i USA med stor succes. Derefter blev det en årlig tv-tradition at vise filmen. Genudsendelserne betød, at filmen ifølge Library of Congress er en af de mest sete film nogensinde i verden. Den er også ved flere afstemninger blevet blandt de ti bedste film nogensinde.